# Bechhofen (Mittelfranken)

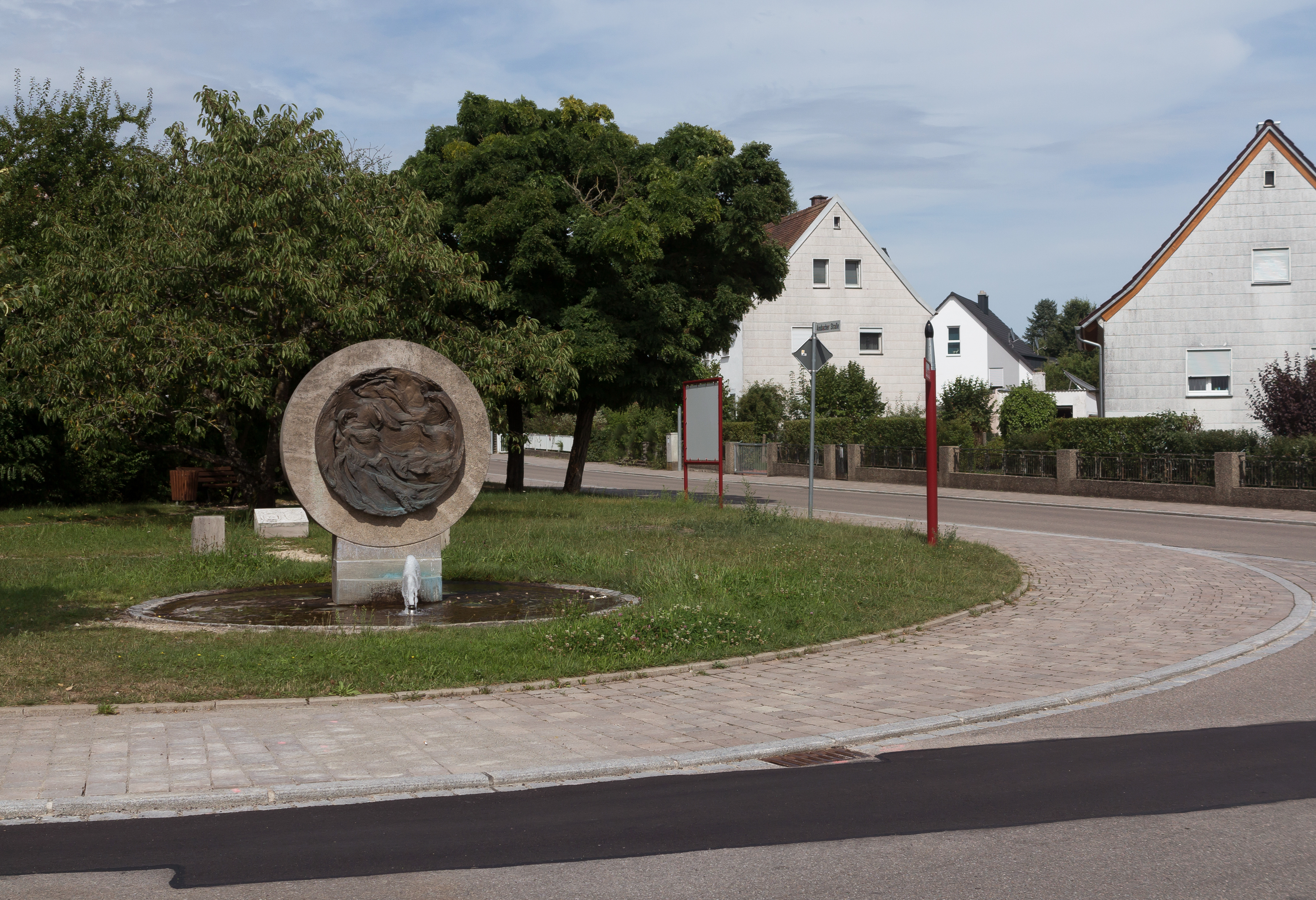
Bechhofen, Skulptur

Bechhofen (auch: Bechhofen an der Heide, fränkisch: Béchof) ist ein Markt im Landkreis Ansbach (Mittelfranken, Bayern) und zählt zur Metropolregion Nürnberg.

## Geografie

### Lage
Bechhofen liegt an der Wieseth. Im Süden jenseits der Wieseth befindet sich das Waldgebiet Heide. Im Norden beim Gemeindeteil Großenried fließt die Altmühl vorbei.

### Nachbargemeinden
Nachbargemeinden sind von Norden beginnend im Uhrzeigersinn: Burgoberbach, Weidenbach, Ornbau, Arberg, Ehingen, Burk, Wieseth und Herrieden.

### Gemeindegliederung
Es gibt 28 Gemeindeteile (in Klammern ist der Siedlungstyp angegeben):
- Aub (Weiler)
- Bechhofen (Hauptort)
- Birkach (Dorf)
- Burgstallmühle (Einöde)
- Fröschau (Dorf)
- Großenried (Pfarrdorf)
- Heinersdorf (Dorf)
- Kallert (Weiler)
- Kaudorf (Dorf)
- Kleinried (Dorf)
- Königshofen a.d.Heide (Pfarrdorf)
- Lettenmühle (Weiler)
- Liebersdorf (Dorf)
- Mörlach (Dorf)
- Oberkönigshofen (Weiler)
- Reichenau (Dorf)
- Rohrbach (Dorf)
- Röttenbach (Dorf)
- Rottnersdorf (Einöde)
- Sachsbach (Pfarrdorf)
- Selingsdorf (Weiler)
- Thann (Kirchdorf)
- Voggendorf (Dorf)
- Waizendorf (Dorf)
- Weidendorf (Dorf)
- Weihermühle (Einöde)
- Wiesethbruck (Dorf)
- Winkel (Dorf)

Der Weiler Gastenfelden zählt zum Gemeindeteil Bechhofen, die Einöde Rangenmühle ist eine Wüstung in der Gemarkung Sachsbach.
Auf dem Gemeindegebiet liegen die Gemarkungen Bechhofen, Birkach, Großenried, Kaudorf, Königshofen, Liebersdorf, Mörlach, Sachsbach, Thann, Waizendorf und Wiesethbruck. Die Gemarkung Bechhofen hat eine Fläche von 3,837 km². Sie ist in 2004 Flurstücke aufgeteilt, die eine durchschnittliche Fläche von 1914,89 m² haben. In ihr liegt neben dem namensgebenden Ort der Gemeindeteil Königshofen an der Heide (zum Teil).

## Geschichte
Der Ort wurde im Jahre 1311 als „Bechouen an der Wisent“ erstmals urkundlich erwähnt. Der Ortsname geht auf eine Pechsiederei zurück. 1351 verlieh Kaiser Karl IV. dem Konrad Küchenmeister von Forndorf für den Markt Bechhofen das Gerichtsrecht. Der Ort hatte spätestens seit dem Jahr 1434 das Marktrecht und war befestigt.
Im Ort waren die Herren von Nordenberg, von Pappenheim und von Seckendorff begütert. Dem Kloster Heilsbronn unterstanden bis 1554 acht Anwesen in Bechhofen. Im selben Jahr gelangten durch einen Tausch sieben dieser Anwesen an die Seckendorffer. 1643 gelangten die grundherrlichen Ansprüche der Adelsfamilien an das brandenburg-ansbachische Oberamt Feuchtwangen.
1732 gab es 60 Anwesen. Die Dorf- und Gemeindeherrschaft hatte das Verwalteramt Bechhofen inne. Alleiniger Grundherr war das Oberamt Feuchtwangen, zu dem das Verwalteramt Waizendorf (Mahl- und Sägemühle) und das Verwalteramt Bechhofen (eine Mahlmühle, ein Hof, ein Hof mit Tabern- und Backrecht, ein Halbhof mit Backrecht, fünf Halbhöfe, ein Gut mit Badstube, drei Güter mit Backrecht, zwei Güter mit Schmiede, 22 Güter, zwölf Güter im Besitz von Juden, eine Ziegelhütte, acht Söldenhäuser, ein Haus) gehörten. Außerdem gab es noch eine Kirche, ein Schloss, ein Schul- und Hirtenhaus, eine ansbachische Zollstätte, einen Judenfriedhof und eine Reichspost. Gegen Ende des Alten Reiches gab es 81 Anwesen, die allesamt dem Oberamt Feuchtwangen unterstanden.
Bechhofen gehörte seit 1791 zum von Preußen erworbenen Fürstentum Ansbach. Von 1797 bis 1808 unterstand der Ort dem Justiz- und Kammeramt Feuchtwangen. Als Teil des Fürstentums fiel Bechhofen im Vertrag von Paris (Februar 1806) durch Tausch an das Königreich Bayern. Mit dem Gemeindeedikt (frühes 19. Jahrhundert) wurde der Steuerdistrikt Bechhofen gebildet. Zu diesem gehörten Gastenfelden, Rohrbach, Voggendorf, Waizendorf und Wiesethbruck. Wenig später entstand die Ruralgemeinde Bechhofen, zu der Gastenfelden gehörte. Sie war in Verwaltung und Gerichtsbarkeit dem Landgericht Herrieden und in der Finanzverwaltung dem Rentamt Herrieden zugeordnet (1919 in Finanzamt Herrieden umbenannt). Ab 1862 gehörte Bechhofen zum Bezirksamt Feuchtwangen (1939 in Landkreis Feuchtwangen umbenannt) und seit 1929 zum Finanzamt Ansbach. In der Gerichtsbarkeit blieb das Landgericht Herrieden zuständig (1879 in Amtsgericht Herrieden umbenannt), seit 1931 ist es das Amtsgericht Ansbach. Die Gemeinde hatte 1964 eine Gebietsfläche von 3,861 km².

### Eingemeindungen
Im Rahmen der Gebietsreform in Bayern wurden am 1. Januar 1971 die Gemeinden Liebersdorf und Thann eingegliedert. Am 1. Juli 1971 folgten Heinersdorf und Königshofen (beide damals im Landkreis Dinkelsbühl), ferner Großenried, Kaudorf, Mörlach und Sachsbach. Am 1. Oktober 1971 kam ein Teil der aufgelösten Gemeinde Wiesethbruck hinzu. Am 1. Januar 1974 schloss Waizendorf die Liste der eingemeindeten Orte ab.

## Demographie

### Einwohnerstatistik
Im Zeitraum 1988 bis 2018 stieg die Einwohnerzahl von 5457 auf 5960 um 503 Einwohner bzw. um 9,2 %.
Gemeinde Bechhofen
| Jahr      | 1818   | 1840   | 1852   | 1861   | 1867   | 1871   | 1875   | 1880   | 1885   | 1890   | 1895   | 1900   | 1905   | 1910   | 1919   | 1925   | 1933   | 1939   | 1946   | 1950   | 1961   | 1970   | 1987   | 2005   | 2011   | 2017   | 2023   |
| Einwohner | 629    | 708    | 699    | 667    | 738    | 731    | 740    | 799    | 806    | 826    | 832    | 949    | 1082   | 1109   | 1075   | 1173   | 1356   | 1379   | 3058   | 2014   | 2271   | 5334   | 5384   | 6176   | 5851   | 5964   | 6335   |
| Häuser    | 163    | 127    |        |        |        | 142    |        |        | 160    | 156    |        | 168    |        |        |        | 218    |        |        |        | 286    | 416    |        | 1423   |        | 1731   | 1798   |        |
| Quelle    | [ 13 ] | [ 19 ] | [ 20 ] | [ 21 ] | [ 22 ] | [ 23 ] | [ 24 ] | [ 25 ] | [ 26 ] | [ 27 ] | [ 20 ] | [ 28 ] | [ 20 ] | [ 29 ] | [ 20 ] | [ 30 ] | [ 20 ] | [ 20 ] | [ 20 ] | [ 31 ] | [ 15 ] | [ 32 ] | [ 33 ] | [ 34 ] | [ 34 ] | [ 34 ] | [ 35 ] |

Ort Bechhofen
| Jahr      | 1818   | 1840   | 1861   | 1871   | 1885   | 1900   | 1925   | 1950   | 1961   | 1970   | 1987   | 2017   | 2023   |
| Einwohner | 608    | 678    | 640    | 701    | 773    | 917    | 1143   | 1933   | 2271   | 2540   | 2564   | 2783   | 3041   |
| Häuser    | 159    | 123    |        |        | 155    | 163    | 213    | 275    | 416    |        | 678    |        |        |
| Quelle    | [ 13 ] | [ 19 ] | [ 21 ] | [ 23 ] | [ 26 ] | [ 28 ] | [ 30 ] | [ 31 ] | [ 15 ] | [ 32 ] | [ 33 ] | [ 36 ] | [ 35 ] |

### Religion
Die Orte im Gemeindegebiet sind seit der Reformation überwiegend evangelisch-lutherisch. Sie werden von den Pfarreien Bechhofen (St. Johannis mit St. Georg (Sachsbach)), Königshofen (Marienmünster) und Thann (St. Peter) versorgt. Katholisch geblieben ist St. Laurentius (Großenried). Nach dem Zweiten Weltkrieg entstanden neue Siedlungen für die Heimatvertriebenen. Da die meisten katholisch waren, wurde die Pfarrei Herz Jesu (Bechhofen) errichtet. Die jüdische Bevölkerung soll in den Jahren zwischen 1700 und 1860 fast zwei Drittel der Gesamtbevölkerung des Ortes ausgemacht haben. Die unter Denkmalschutz stehende Synagoge, eine sogenannte Scheunensynagoge mit reicher Ausmalung des 17. Jahrhunderts von Eliezer Sussmann, wurde in der Pogromnacht 1938 zerstört. Die jüdischen Einwohner emigrierten oder wurden während des Dritten Reichs deportiert und getötet.

### Konfessionsstatistik
Gemäß dem Zensus 2011 waren im Jahr 2011 59,0 % der Einwohner evangelisch, 32,3 % römisch-katholisch und 8,7 % waren konfessionslos, gehörten einer anderen Glaubensgemeinschaft an oder machten keine Angabe. Die Zahl der Protestanten und die der Katholiken ist seitdem gesunken. Ende Dezember 2019 hatte Bechhofen 29,7 % Katholiken, 53,3 % Protestanten und 16,8 % waren entweder einer anderen oder gar keiner Religion zugehörig.

## Politik

### Marktgemeinderat
Der Marktgemeinderat von Bechhofen hat 20 Mitglieder, dazu kommt der hauptamtliche Bürgermeister (CSU).
|      | Bechhöfer Liste | CSU | FW | Liste Süd | UWG | Landliste | Gesamt   |
| 2008 | 4               | 4   | 4  | 2         | 5   | 1         | 20 Sitze |
| 2014 | 4               | 4   | 2  | 3         | 5   | 2         | 20 Sitze |
| 2020 | 5               | 6   | 2  | 0         | 5   | 2         | 20 Sitze |

### Bürgermeister
Nachfolger für den zum Mitglied des Bayerischen Landtags gewählten und seit 2008 amtierenden Helmut Schnotz (UWG) wurde in der Wahl am 28. Januar 2024 Sven Waidmann (CSU). Zweiter Bürgermeister ist Martin Günther (CSU), dritter Bürgermeister Florian Weinmann (Landliste).

### Wappen und Flagge
Wappen
| Wappen von Bechhofen | Blasonierung: „Gespalten von Silber und Rot, vorne und hinten pfahlweise je zwei Walzen in verwechselten Farben mit durchgesteckten goldenen Spindeln.“ |
| Wappen von Bechhofen | Wappenbegründung: Die Spindeln stehen redend für den Ortsnamen und stellen Bäckerwalker im Sinne von „Beck“ gleich „Bäck“ dar. Sie wurden aber auch als Walker, Spulen, Wellen oder Pechfackeln gedeutet. Im Mittelalter bestand hier eine Pechsiederei. Das Wappen ist als Siegel 1456 erstmals belegt. Die Gemeinde Bechhofen führt seit 1933 dieses als Wappen. |

Flagge
Die Gemeindeflagge ist rot-weiß.

### Gemeindepartnerschaften
Partnergemeinde ist seit 1975 Le Blanc im zentralfranzösischen Département Indre.

## Kultur und Sehenswürdigkeiten

### Museen
Erwähnenswert ist das einzige deutsche Pinsel- und Bürstenmuseum. Bechhofen ist das Zentrum der deutschen Pinselindustrie. Das Museum hat sich zur Aufgabe gemacht, das vermutlich seit dem 18. Jahrhundert existierende Handwerk des Pinsel- und Bürstenmachers in seiner ganzen Vielfalt vorzustellen. Bis heute werden die Pinsel zum Teil in Heimarbeit hergestellt.
Das private museum wiegen & messen befasst sich umfassend mit Maßen, Waagen und Gewichten. An über 3000 Exponaten wird das Thema Wiegen und Messen umfassend veranschaulicht.

### Baudenkmäler
- Schloss Bechhofen

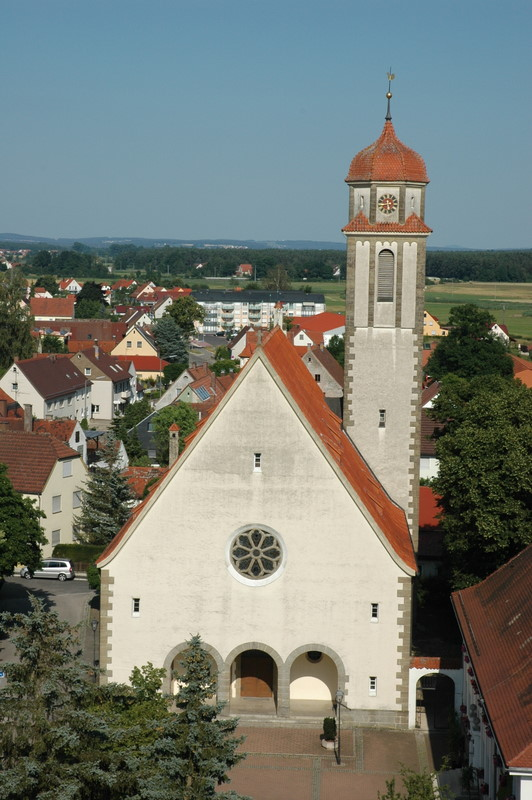
St.-Johannis-Kirche Bechhofen

- Heinersdorfer Mühle mit historischem Sägewerk in Heinersdorf
- Mühle von Wiesethbruck
- evangelisch-lutherische Johannis-Kirche Bechhofen
- evangelisch-lutherische Katharinenkirche Bechhofen (ehemalige Schlosskirche)
- Kirche St. Georg/St. Veit Sachsbach
- Marienmünster in Königshofen, ehemals Klosterkirche von Kloster Königshofen an der Heide
- Kirche St. Laurentius in Großenried
- Jüdischer Friedhof in Bechhofen

### Sport
- modernes Bahnenhallenschwimmbad
- TSV 1898 Bechhofen (mit Turnen, Fußball, Volleyball, Tischtennis, Sängerriege, Tennis)
- DJK Großenried
- FC Heide Königshofen
- Schützenverein Einigkeit 1922 e. V. Bechhofen
- RV Adler Bechhofen (Radsport)
- MSC Bechhofen (Motorsport)
- Schachclub 1923 Bechhofen
- TV 1990 Lettenmühle
- Schützenverein Jägerhöhe Reichenau
- Angelverein Rotauge Bechhofen

## Verkehr
Die Staatsstraße 2210 führt nach Königshofen an der Heide (1,5 km südwestlich) bzw. nach Fröschau (1,5 km östlich). Die Staatsstraße 2222 führt über Forndorf nach Wieseth (5 km westlich). Die Staatsstraße 2221 führt nach Großenried (3 km nördlich) bzw. an Röttenbach und Dennenlohe vorbei nach Unterschwaningen (9 km südlich). Die Kreisstraße AN 56 führt zur Staatsstraße 2221 bei Großenried (3 km nordöstlich). Gemeindeverbindungsstraßen führen nach Waizendorf zur Kreisstraße AN 54 (0,6 km westlich) und nach Liebersdorf (2,7 km nördlich).
Von 1903 bis 1970 befand sich in Bechhofen die Endstation der Bahnstrecke Leutershausen-Wiedersbach–Bechhofen, die den Ort mit Ansbach verband und für den Transport der dort hergestellten Pinsel und Bürsten eine hohe Bedeutung hatte.

## Persönlichkeiten
- Oskar Vogelhuber (1878–1971), Lehrer, Ministerialbeamter, Autor und Träger des Bayerischen Verdienstordens ist in Bechhofen geboren
- Helmut Schnotz (* 1967), Politiker (CSU)